# Dolnje Brezovo
Dolnje Brezovo este o localitate din comuna Sevnica, Slovenia, cu o populație de 135 de locuitori.